# محمدرضا فشاهی
محمدرضا فشاهی، نویسنده، جامعه‌شناس، فلسفه‌دان و شاعر اهل ایران است. او در پاریس زندگی می‌کند و استاد فلسفه است.

## مدارج دانشگاهی
- دکترا در «جامعه‌شناسی جهان اسلام» از دانشگاه پاریس ۲ (سوربن نوول)، زیر نظر ژاک برک.
- دکترای دِتا در رشتهٔ «فلسفه و ادبیات و علوم انسانی» از دانشگاه پاریس ۸ (سَنت دِنی)، زیر نظر فرانسوا شاتله و رُنه شِرر.
- درجهٔ «شایستگی رهبری پژوهش‌های دورهٔ دکترا در فلسفه» از دانشگاه پاریس ۸.
- استاد در دپارتمان جامعه‌شناسی دانشگاه پاریس ۸ از سال ۱۹۸۲
- استاد فلسفه در دپارتمان فلسفه دانشگاه پاریس ۸ از سال ۱۹۸۷.